# Mesochorus peltatus
Mesochorus peltatus là một loài tò vò trong họ Ichneumonidae.